# Rathaus Kaunas

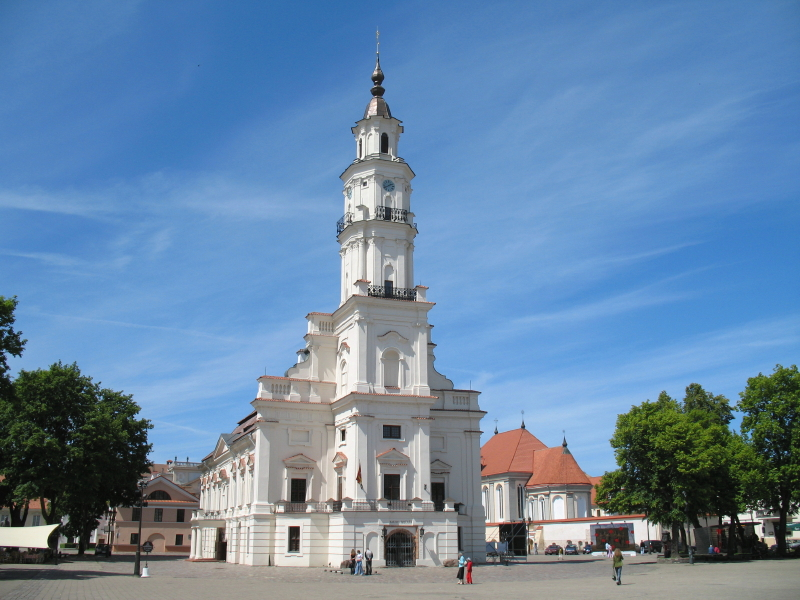
Aussen (2006)

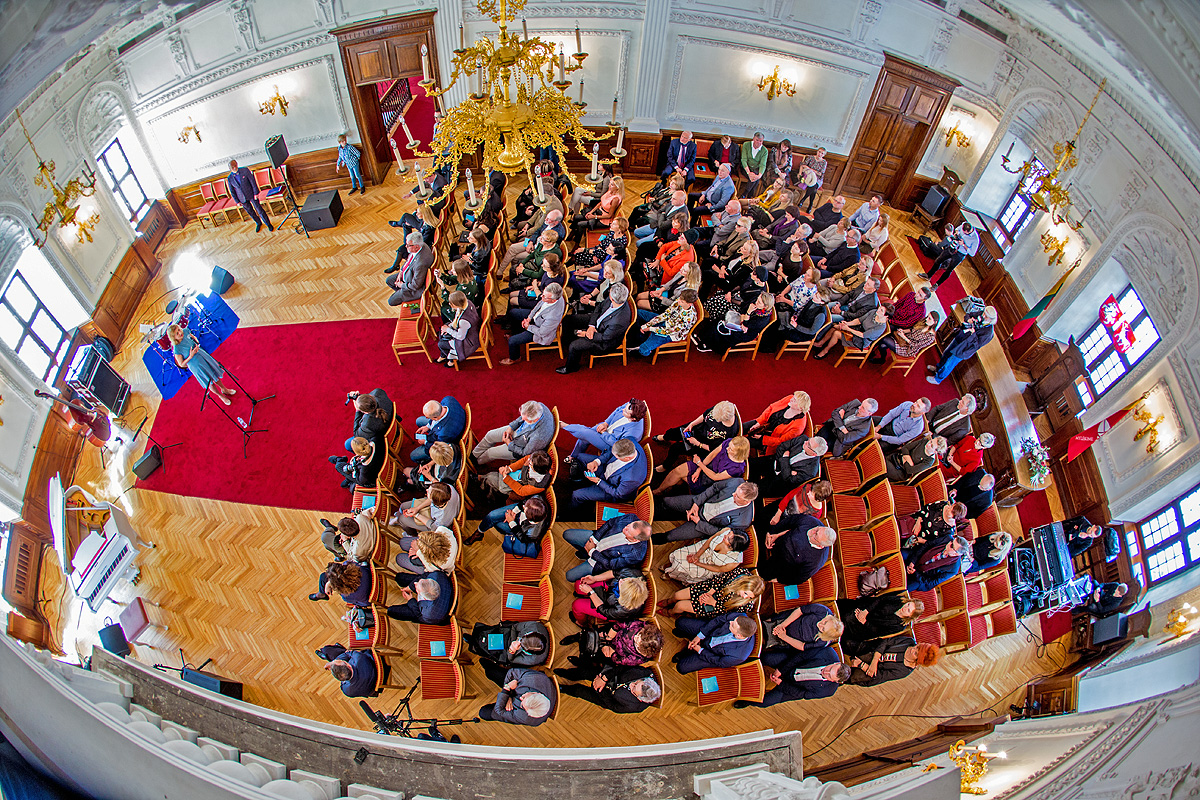
Innen (2018)

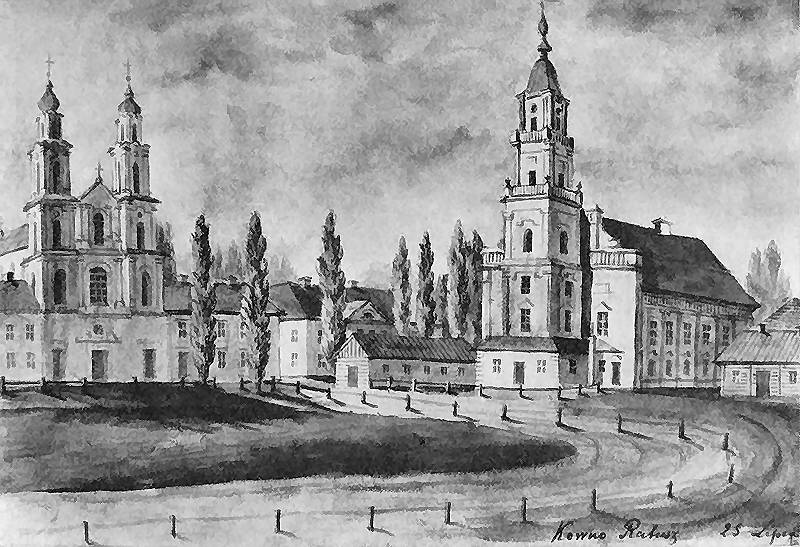
Rathaus (19. Jahrhundert, Napoleon Orda)

Das Rathaus Kaunas (lit. Kauno rotušė) befindet sich in der ehemaligen litauischen Hauptstadt Kaunas und ist eines von drei historisch erhaltenen Rathäusern in Litauen (die anderen sind das Rathaus Vilnius und das Rathaus Kėdainiai). Das Rathaus liegt am historischen Rathausplatz in der Altstadt Kaunas. Der Rathausturm ist 53 Meter hoch. Das Rathaus wird wegen seiner hohen, weißen Gestalt umgangssprachlich „Weißer Schwan“ genannt und heute vornehmlich für feierliche, repräsentative Veranstaltungen, Konzerte, Festivals (zum Beispiel, Pažaislis-Festival), für Hochzeitszeremonien („Hochzeitspalast“) sowie für den Empfang hoher Gäste genutzt.

## Geschichte
Im Jahr 1542 wurde mit dem Bau des neuen Rathauses im gotischen Stil begonnen, nachdem der Vorgängerbau durch einen Brand vollständig zerstört worden war. 1562 konnte das Gebäude fertiggestellt werden. Es verfügte ursprünglich lediglich über eine Etage, ohne Turm, jedoch mit gewölbten Kellerräumen, in denen sich auch das Gefängnis befand. Noch im 16. Jahrhundert wurden die zweite Etage und der Turm im Renaissancestil hinzugefügt.
Durch die Stadtbrände 1670 und 1732 wurde auch das Rathaus in Mitleidenschaft gezogen. Während der Jahre 1771 bis 1780 wurde es erneut rekonstruiert. Dabei wurde der Turm um ein Stockwerk erhöht. Der Architekt J. Matekeris gestaltete Fassade und Inneres im Stil des Barock und des Klassizismus neu.
1795 fiel Kaunas bei der dritten polnischen Teilung an Russland. Das Rathaus wurde nicht mehr gebraucht. Im 19. Jahrhundert wurde das Gebäude für verschiedene Zwecke genutzt, so waren etwa die Räumlichkeiten der russisch-orthodoxen Kirche, ein Munitionslager und das russische Theater hier untergebracht. In den Jahren 1869 bis 1944 befand sich in dem Bauwerk wieder die Stadtverwaltung.
Anfang der 1970er Jahre fand eine weitere Restaurierung des alten Gebäudes statt. Seit 1973 wird das alte Rathaus als Standesamt benutzt. Die letzte Renovierung des Rathauses wurde 2005 getätigt. Dabei wurden die Fassade und die Turmuhr erneuert sowie Fenster und Türen ausgetauscht. Im Keller befindet sich eine historische Ausstellung des Stadtmuseums.